# 埃德·克兰西
爱德华·克兰西，OBE（1985年3月12日—）生于南约克郡巴恩斯利，是一名英国男子自行车运动员。他在童年时便移居至哈德斯菲爾德。14岁时，他加入Home Valley Wheelers俱乐部，开始接受正式的自行车训练，在15岁时，克兰西在一场比赛后被发掘，后来他为了加入了英国自行车学院，放弃了进入大学修读的机会。